# بلانكية
في الخطاب اليساري، يشير مصطلح البلانكية (بالإنجليزية: Blanquism) إلى مفهوم الثورة الذي يُنسب بصفة عامة إلى لويس أوغست بلانكي الذي يعتقد أن الثورة الاشتراكية كان يجب أن يقوم بها مجموعة صغيرة نسبيًا من الثوار الذين هم على درجة عالية من التنظيم والسرية. وبعد استيلائهم على السلطة، فإنه عليهم أن يستخدموا سلطة الدولة لتقديم الاشتراكية. فهي تعد نوعًا خاصًا من «الثورة» - الذي يؤمن بالرأي القائل أن الثورة السياسية يجب أن تأخذ شكل التمرد المسلح أو الانقلاب. وتتميز البلانكية عن غيرها من التيارات الاشتراكية (وخاصة الماركسية) في العديد من الطرق؛ فمن جانب لم يؤمن بلانكي، على النقيض من ماركس، بالدور المهيمن للطبقة العاملة، كما أنه لم يكن يؤمن بالحركات الشعبية. وبدلاً من ذلك، فإنه كان يؤمن أن الثورة يجب أن يقوم بها مجموعة صغيرة من الثوار المحترفين المخلصين، الذين سوف يقيمون دكتاتورية مؤقتة بالقوة. وهذه الديكتاتورية سوف تسمح بتنفيذ أساس النظام الجديد، وبعد ذلك، تسلم السلطة إلى الشعب. ومن جانب آخر، كان بلانكي أكثر اهتمامًا بالثورة نفسها وليس المجتمع المستقبلي الذي سينجم عنها. وإذا استند فكره على المبادئ الاشتراكية بحذافيرها، فإنه نادرًا ما يذهب إلى حد تصور مجتمع اشتراكي بحت. وبالنسبة للبنلاكيين، فإن النظام الاجتماعي للبرجوازيين والثورة يعد أهدافًا كافية في حد ذاتها، على الأقل نظرًا لأغراضها الفورية. فقد كان بلانكي واحدًا من الاشتراكيين غير التابعين للمذهب الماركسي الذي كان سائدًا في حياته.

## استخدام مصطلح «البلانكية»

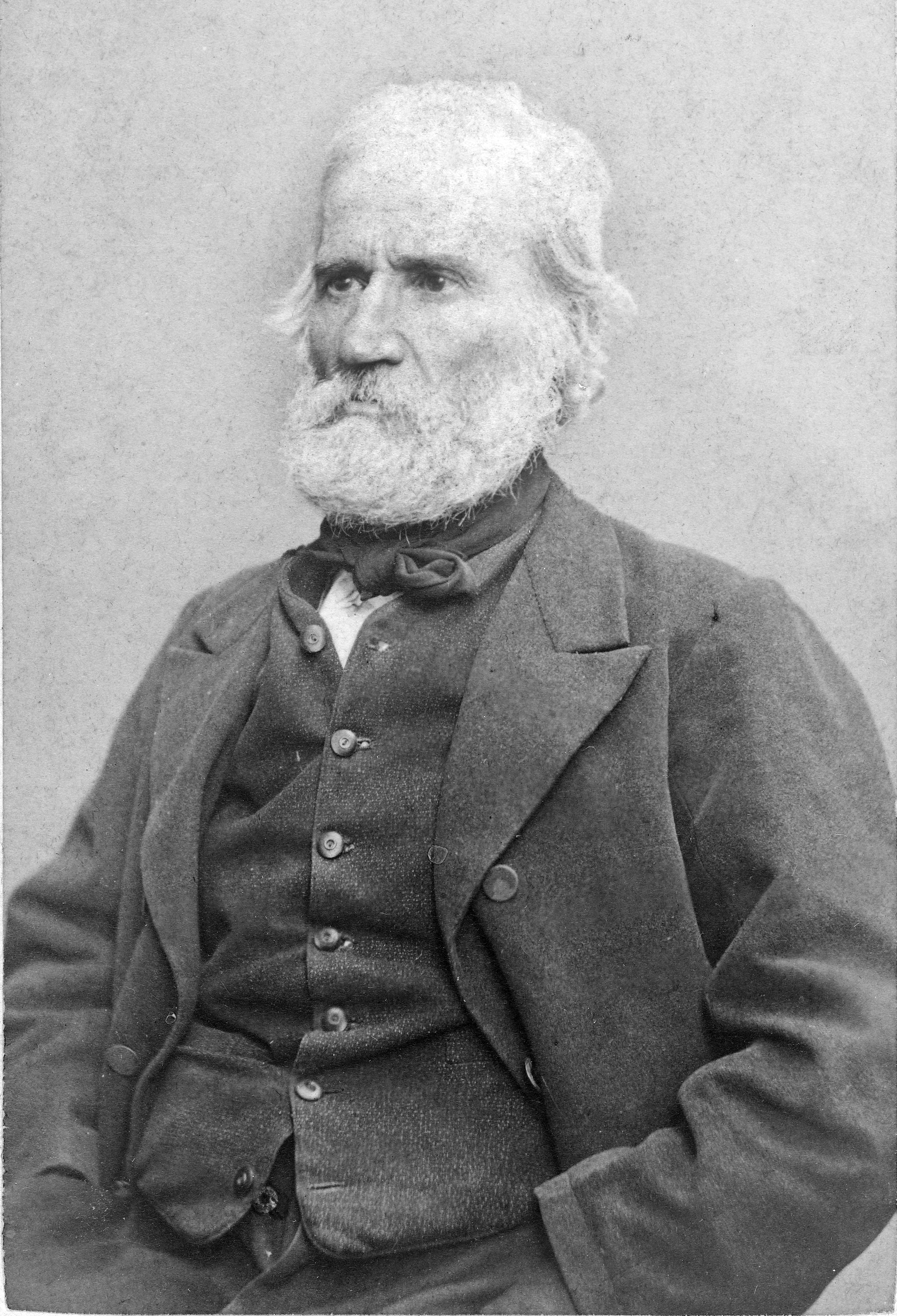
لويس أوغست بلانكي

استخدم مصطلح «البلانكية» كثيرًا بطريقة جدلية لاتهام بعض الثوار بالفشل في دمج التطبيق العملي مع حشود الطبقة العاملة. وقد كان كل من كارل ماركس وفريدرخ انغلز حريصين على التمييز بين مفهومهما للثورة ومفهوم البلانكية. وكما وضعه انجلز في فقرة قصيرة، برنامج الهاربين البلانكيين من المجتمع الباريسي:
ومع ذلك، فإن المسألة الخلافية تدور حول ما إذا كان مفهوم ماركس وانجلز متفوقًا على مفهوم بلانكي أم لا.

### فلاديمير لينين
يعتقد فلاديمير لينين أن مفهومه حول الثورة نخبوي وبالضرورة «بلانكوي». وقد كتبت روزا لوكسمبورغ، على سبيل المثال، كجزء من مقطع أكبر حول البلانكية في كتابها «اللينية أم الماركسية؟» (putschism) تقول:
ومن الجدير بالذكر أنه عن طريق «الديمقراطية الاجتماعية»، وضعت لوكسمبورغ في الاعتبار الاستخدام الأصلي للمصطلح المشتق من ماركس والمرادف «للاشتراكية». وعلى الرغم من تأثير التعديلية، فإنها ترى الحزب الديمقراطي الاجتماعي كمنظمة شعبية لنضال الطبقة العاملة. ومع ذلك، رفض لينين الخلط عديم المعنى بين البلانكية والبلشفية: